# たかひろや
たか ひろや（1983年11月16日 - ）は、埼玉県出身の映画監督。2024年6月5日、日本脚本家連盟に加入。